# Tyrant
Tyrant ist eine US-amerikanische Drama-Fernsehserie des israelischen Filmemachers Gideon Raff. Die Handlung dreht sich um den freiwillig im US-amerikanischen Exil lebenden Bassam Al-Fayeed, der zu seinem Vater, einem Despoten im Nahen Osten, in das fiktive Land Abuddin zurückkehrt und dort im Konflikt zwischen seiner persönlichen moralischen Wertvorstellung und der familiären, gesellschaftlichen und politischen Realität seiner Heimat steht. Die Erstausstrahlung fand am 24. Juni 2014 auf dem US-Kabelsender FX statt. Aufgrund solider Quoten verlängerte FX die Serie im September 2014 um eine zweite und im Oktober 2015 um eine dritte Staffel. Im September 2016 teilte FX Network mit, dass die Serie eingestellt wird. Die Serie endet mit einem Cliffhanger. Die deutschsprachige Erstausstrahlung erfolgte ab dem 22. April 2016 auf dem Bezahlsender Sat.1 emotions.

## Figuren

### Die Al-Fayeeds
Zentrale Figuren sind die Familie des in Los Angeles lebenden Kinder- und Jugendmediziners Bassam „Barry“ Al-Fayeed und dessen Ehefrau Molly sowie Emma und Sammy.
Dem gegenüber steht Jamal Al-Fayeed, der ältere Bruder Barrys und Sohn des Herrschers Khaled. Weitere Rollen im Patriarchat nehmen Jamals Ehefrau Leila, sowie Amira, die Mutter der Nation, ein.

### Berater, Diplomaten & Aktivisten
John Tucker ist Diplomat der Vereinigten Staaten, Yussefs Berater und Vertrauter des Herrschaftshauses. Abdul ist jüngster Vertreter der für die Sicherheit der Al-Fayeeds zuständigen Familie.

## Besetzung und Synchronisation
Eine deutschsprachige Synchronisation der Serie erfolgt bei der Interopa Film GmbH, Berlin unter Dialogbuch von Markus Engelhardt und Dialogregie von Andreas Hinz sowie ab Staffel 2 durch Engelbert von Nordhausen.

### Hauptdarsteller
| Charakter                | Position / Rolle                                                 | Schauspieler      | Folgen    | Synchronsprecher                                         |
| ------------------------ | ---------------------------------------------------------------- | ----------------- | --------- | -------------------------------------------------------- |
| Bassam "Barry" Al-Fayeed | Bruder des Diktators / Präsident                                 | Adam Rayner       | 1.01–3.10 | Dennis Schmidt-Foß                                       |
| Molly Al-Fayeed          | Ehefrau von Barry                                                | Jennifer Finnigan | 1.01–3.10 | Katrin Zimmermann                                        |
| Leila Al-Fayeed          | Ehefrau von Jamal / Außenministerin / Präsidentschaftskandidatin | Moran Atias       | 1.01–3.10 | Alexandra Wilcke                                         |
| Ahmed Al-Fayeed          | Sohn von Jamal und Leila                                         | Cameron Gharaee   | 1.01–3.10 | Nico Mamone                                              |
| Sammy Al-Fayeed          | Sohn von Barry und Molly                                         | Noah Silver       | 1.01–3.10 | Christian Zeiger                                         |
| Ihab Rashid              | Anführer der Widerstandsbewegung                                 | Alexander Karim   | 1.01–3.10 | Marios Gavrilis                                          |
| Fauzi Nadal              | Journalist und Präsidentschaftskandidat                          | Fares Fares       | 1.01–3.09 | Sven Gerhardt                                            |
| Emma Al-Fayeed           | Tochter von Barry und Molly                                      | Anne Winters      | 1.01–3.07 | Friedel Morgenstern (Staffel 1) Anna Gamburg (Staffel 2) |
| Jamal Al-Fayeed          | Diktator von Abuddin                                             | Ashraf Barhom     | 1.01–3.03 | Torsten Michaelis                                        |
| Nusrat Al-Fayeed         | Ehefrau von Ahmed                                                | Sibylla Deen      | 1.01–3.01 | Yvonne Greitzke                                          |
| Amira Al-Fayeed          | Mutter von Barry und Jamal                                       | Alice Krige       | 1.01–2.10 | Kerstin Sanders-Dornseif                                 |
| Yussef                   | politischer Berater des Präsidenten Jamal                        | Salim Dau         | 1.01–1.10 | Helmut Gauß                                              |
| John Tucker              | US-amerikanischer Diplomat der Botschaft in Abuddin              | Justin Kirk       | 1.01–1.10 | Florian Halm                                             |
| Daliyah Al-Yazbek        | Vorsitzende des Komitees von Wahrheit und Würde                  | Melia Kreiling    | 2.03–3.10 | Carolina Vera                                            |
| General William Cogswell | US-Militärführer                                                 | Chris Noth        | 3.01–3.10 | Tom Vogt                                                 |

### Nebendarsteller
| Charakter                 | Position / Rolle                                                       | Schauspieler         | Folgen    | Synchronsprecher  | Anzahl Folgen |
| ------------------------- | ---------------------------------------------------------------------- | -------------------- | --------- | ----------------- | ------------- |
| General Tariq Al-Fayeed   | oberster militärischer Führer von Abuddin unter Jamal                  | Raad Rawi            | 1.01–2.06 | Kaspar Eichel     | 14            |
| Samira Nadal              | Widerstandskämpferin / Tochter von Fauzi                               | Mor Polanuer         | 1.02–2.07 | Anja Stadlober    | 09            |
| Lea Exley                 | Angestellte der US-Botschaft in Abuddin                                | Leslie Hope          | 1.08–3.10 | Andrea Aust       | 10            |
| Halima                    | kämpft für Freiheit und Demokratie in Abuddin                          | Olivia Popica        | 2.01–3.10 | Leonie Dubuc      | 19            |
| Colonel Mahmoud Al-Ghazi  | Offizier in Abuddins Armee unter Jamal                                 | Peter Polycarpou     | 2.01–2.12 | Uwe Karpa         | 09            |
| General Rami Said         | oberster militärischer Führer von Abuddin unter Barry / Sohn von Jamal | Keon Alexander       | 2.04–3.02 | Julien Haggége    | 10            |
| Siddiq                    | Anhänger von Barrys Präsidentschaft                                    | Adam El Hagar        | 2.06–3.10 | Florian Hoffmann  | 14            |
| Hussein Al-Qadi           | Prediger des Islam und Präsidentschaftskandidat                        | Kal Naga             | 3.01–3.10 |                   | 10            |
| General Maloof            | oberster militärischer Führer von Abuddin unter Barry                  | Adam Henderson Scott | 3.01–3.10 |                   | 10            |
| Abd Aziz                  | Berater des Präsidenten Barry / Berater von Leila                      | Joseph Long          | 3.01–3.10 |                   | 10            |
| Scheich Abdullah          | Kalifatführer mit Sitz in Syrien / Verbündeter von Ihab Rashid         | Ashraf Farah         | 3.01–3.07 |                   | 07            |
| Nafisa Al-Qadi            | Ehefrau von Hussein                                                    | Annet Mahendru       | 3.02–3.10 | Marieke Oeffinger | 08            |
| Professor Haitham El-Amin | Sammy und Halimas Professor an der Universität                         | Raphael Acloque      | 3.02–3.10 | Constantin Lücke  | 07            |

## Hintergrund
Das fiktive, aber deutlich arabische Land Abuddin ist vom Krieg gezeichnet. Die Produzenten haben keine konkrete Nation oder Herrscherfamilie zum Vorbild gehabt, auch wenn in der ersten Episode mittels Erwähnung durch einen der Charaktere beispielsweise direkt auf Husni Mubarak Bezug genommen wird.
Tyrant wurde in verschiedenen Städten Israels, etwa Kfar Saba, Petakh Tikva oder Tel Aviv, gedreht, aber auch in Marrakesch.

## Rezeption
Obwohl die Bewertungen von Rotten Tomatoes mit 66 Prozent überwiegend gut sind, äußert sich die Fachpresse teilweise kritisch.